# Cornelius Kersten
Cornelius Kersten (ur. 19 lipca 1994 w Haarlemie) – holenderski łyżwiarz szybki reprezentujący Wielką Brytanię, brązowy medalista mistrzostw świata.

## Kariera
Urodził się w Haarlemie, jego ojciec jest Holendrem, a matka Brytyjką. 
Wystartował na igrzyskach olimpijskich w Pekinie w 2022 roku, zajmując 9. miejsce na 1000 m, 19. na 1500 m i 25. miejsce na 500 m.
Na rozgrywanych w 2023 mistrzostwach świata na dystansach w Heerenveen zdobył brązowy medal w biegu na 1000 m. Wyprzedzili go tylko Jordan Stolz z USA i Holender Thomas Krol. Był to pierwszy od 72 lat medal w łyżwiarstwie szybkim dla Wielkiej Brytanii (1951 Johnny Cronshey zdobył srebro na Mistrzostwa Świata w Łyżwiarstwie Szybkim w Wieloboju 1951).